# Hedekas
Hedekas – miejscowość (tätort) w Szwecji, w regionie administracyjnym (län) Västra Götaland, w gminie Munkedal.
Według danych Szwedzkiego Urzędu Statystycznego liczba ludności wyniosła: 392 (31 grudnia 2015), 421 (31 grudnia 2018) i 409 (31 grudnia 2019).